# Абдулаев, Хабиб Гагаринович
Хабиб Гагаринович Абдулаев (18 мая 1988, с. Ланда, Тляратинский район, Дагестанская АССР, РСФСР, СССР) — российский спортсмен, специализировался по вольной борьбе, панкратиону, ММА. Мастер спорта России. Заслуженный тренер России. Двукратный чемпион мира по ММА, трёхкратный чемпион Европы по панкратиону.

## Спортивная карьера
С 2003 года по 2013 года профессионально занимался вольной борьбой. Являлся членом сборной России по вольной борьбе. В середине сентября 2012 года в финале Гран-при «Александр Медведь» в Минске уступил Мураду Гайдарову. 8 апреля 2013 года ему было присвоено звание мастер спорта России по вольной борьбе. С февраля 2015 года работает директором махачкалинской спортивной школы имени Бузая ИбрагимоваВ середине ноября 2015 года на одержал победу на чемпионате Европы по панкратиону в Румынии и был признан лучшим спортсменом турнира, однако, в последнем поединке травмировал плечо и почти на год выбыл из строя. В марте 2017 года в турецкой Анталье стал двукратным чемпионом мира по ММА. 21 апреля 2022 года ему было присвоено звание заслуженный тренер России по боксу.

## Тренерская карьера
- 2007 — 2012 — тренер-преподавателем ДЮСШ (Буглен).
- 2012 — 2013 — тренер-преподаватель по вольной борьбе в ГБОУ ДОД «ДЮСШ по единоборствам» (Махачкала)
- 2015 — н.в. — директор МБУ ДО «Детско-юношеской спортивной школы им. Бузы Ибрагимова» (Махачкала).

## Спортивные достижения
- Чемпионат Европы по панкратиону 2015 — ;
- Чемпионат мира по ММА 2017 — ;

## Личная жизнь
Родился 18 мая 1988 года в селе Ланда Тляратинского района. По национальности — аварец. В 2003 году окончил школу в селе Тлярата, получив аттестат об основном общем образовании. В том же году поступил в ДЮСШОР имени Мавлета Батырова в Хасавюрте, которую окончил в 2007 году, получив диплом по специальности «физическая культура», ему была присвоена квалификация «тренер-педагог по физической культуре и спорту». С 2007 по 2013 годы являлся студентом заочной формы юридического факультета Дагестанского государственного педагогического университета, получил диплом с присуждением квалификации «учитель права по специальности юриспруденция». В 2016 году зачислен в заочную аспирантуру Дагестанского государственного технического университета на инженерно-экономический факультет. Депутат Ленинского районного собрания депутатов.